# Nyctereutes
Nyctereutes es un género de cánidos que tiene actualmente solo una especie viva, el perro mapache (Nyctereutes procyonoides) de Asia Oriental. Los Nyctereutes aparecieron hace unos 9 millones de años pero salvo la citada especie, todas se extinguieron antes del Pleistoceno.
Originario de Asia Oriental, el perro mapache ha sido criado intensivamente para la obtención de pieles en Europa y especialmente en Rusia durante el siglo XX. Se han escapado o se han introducido especímenes para aumentar la producción y se han formado a partir de poblaciones en Europa del Este. Actualmente se está expandiendo rápidamente en el resto de Europa, donde su presencia es indeseable porque se considera una especie dañina e invasora.

## Especies
Se reconocen las siguientes:

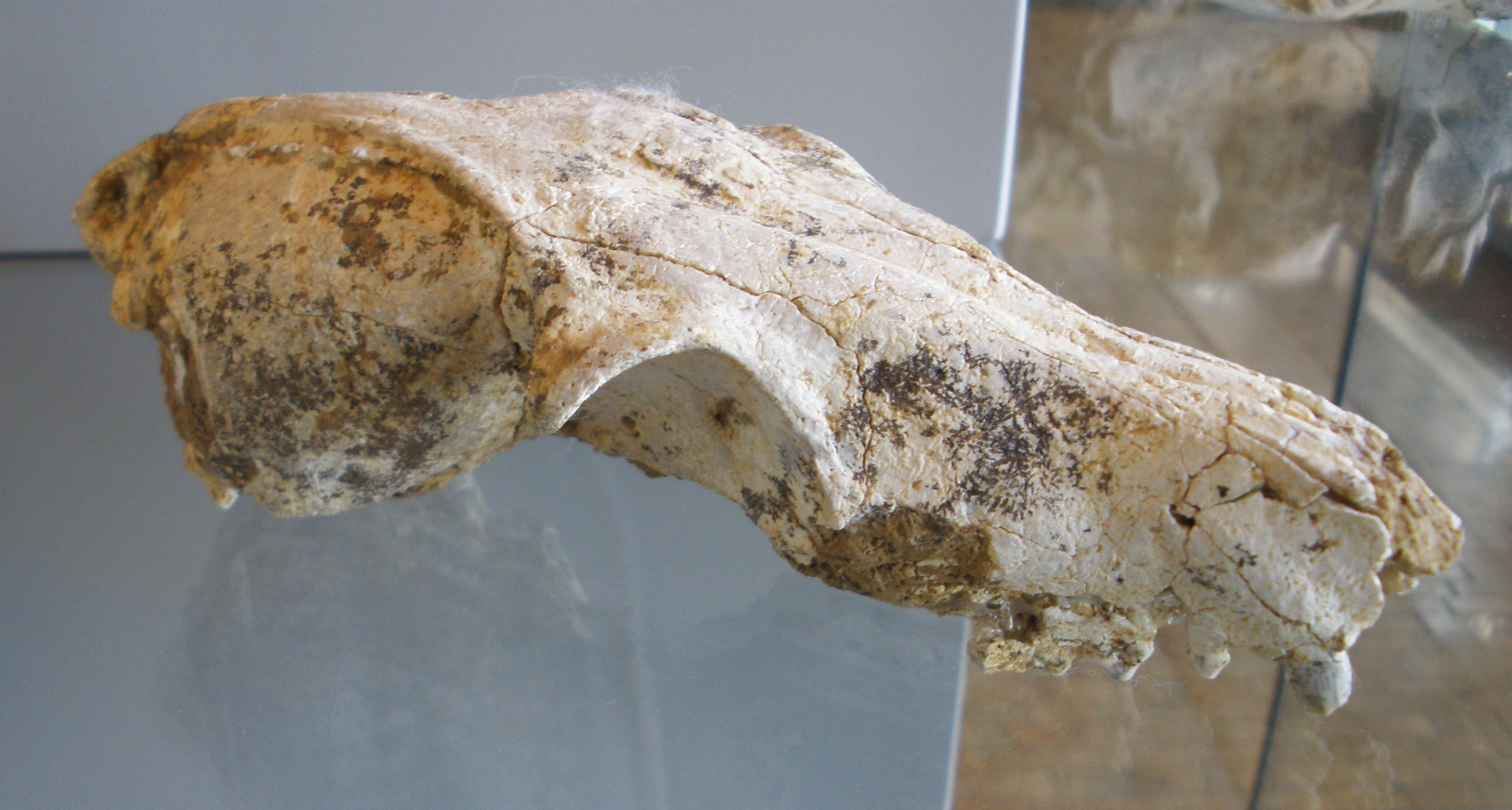
Cráneo fósil de Nyctereutes megamastoides

- †Nyctereutes abdeslami Geerards, 1997
- †Nyctereutes donnezani Depérer, 1890
- †Nyctereutes lockwoodi Geraads, Alemseged, Bobe & Reed, 2010
- †Nyctereutes megamastoides Pomel, 1842
- Nyctereutes procyonoides Gray, 1834
- †Nyctereutes sinesis Schlosser, 1903
- †Nyctereutes tingi Tedford & Qiu, 1991
- †Nyctereutes vinetorum Sunda, 2001